# Haplolobus leenhoutsii
Haplolobus leenhoutsii là một loài thực vật thuộc họ Burseraceae. Đây là loài đặc hữu của Malaysia.